# Muriel Robertson
Muriel Robertson (Glasgow, 8 april 1883 – Derry, 14 juni 1973) was een Schots microbiologe die onderzoek verrichtte naar protozoa en bacteriën. 

## Biografie
Muriel Robertson werd geboren op 8 april 1883 als dochter van Robert Andrew Robertson en Elizabeth Ritter. Ze werd gedurende haar jeugd thuis onderwezen. In 1901 begon ze aan een studie aan Universiteit van Glasgow. Aanvankelijk om een Bachelor of Arts te behalen maar de voorbereidende wetenschappelijke vakken deden haar in aanraking komen het het uitvoeren van wetenschappelijk onderzoek. Tijdens haar studie volgde ze een breed scala aan vakken op onder andere het gebied van botanie, zoölogie, psychologie, wiskunde, Latijn, Italiaans en Engels. Tijdens haar studie kreeg ze van de hoogleraar zoölogie Graham Kerr werkruimte toebedeeld in diens laboratorium. Daar deed ze onderzoek naar protozoa. 1905 behaalde ze een Master of Arts. Datzelfde jaar publiceerde ze haar eerste wetenschappelijke artikel. Ze was daarna nog twee jaar aan de universiteit verbonden als onderzoeker. Ze behaalde haar Doctorate of Science in 1922 of 1923 met het proefschrift A study of the life-histories of certain trypanosomes.
Van 1907 tot en met 1910 had ze een Carnegie Fellowship. Ze maak gedurende de zomer van 1907 een studiereis naar Ceylon waar ze onderzoek deed naar parasitaire protozoa bij reptielen. In 1909 verhuisde ze naar Londen waar ze het grootste deel van haar leven zou blijven wonen. Ze ging aldaar aan de slag als assistent van de hoogleraar Edward Alfred Minchin bij het Lister Institute of Preventive Medicine. In 1911 kreeg ze een tijdelijke aanstelling in Oeganda toebedeeld. Ze reisde alleen af naar Afrika en tot haar uitrusting behoorde onder andere een fiets waarmee ze door de jungle fietste en een wapen dat ze aanduidde als "haar" Mannlicher 3030 waarmee ze een krokodil heeft geschoten. In Oeganda deed ze samen met Lyndhurst Duke onderzoek naar trypanosomiasis die slaapziekte veroorzaken. Ook wist ze de levenscyclus van Trypanosoma brucei in kaart te brengen.
Vlak voordat de Eerste Wereldoorlog uitbrak keerde Robertson terug naar Londen waarna ze weer aan de slag ging bij het Lister Institute of Preventive Medicine. Ze bleef tot 1962 verbonden aan dit instituut ondanks dat ze formeel in 1948 met pensioen ging. Haar werk aldaar onderbrak ze tijdens beide wereldoorlogen omdat ze toen onderzoek deed naar wondinfecties veroorzaakt door Clostridium welchii, Cl. septique, en Cl. oedematiens. In 1930 ging ze de samenwerking aan met William Kerr die verbonden was aan het Veterinary Research Laboratories in Belfast. Ze kwamen elk een week in het jaar naar elkaars instituten toe. Gezamenlijk deden ze onderzoek naar miskramen bij en onvruchtbaarheid van vee veroorzaakt door Trichomonas foetus. In 1947 werd ze lid van de Royal Society.
In de jaren vijftig werd er bij haar een glaucoom vastgesteld waarna een van haar ogen verwijderd moest worden. In diezelfde periode verhuisde ze naar Cambridge. In de jaren zestig verhuisde ze naar Derry om bij haar zus Dorothy Robertson te wonen. Ze overleed op negentigjarige leeftijd in het ziekenhuis in Derry.

## Publicaties (selectie)
- (1906). Notes on certain blood-inhabiting Protozoa., Edinburgh
- (1907). Studies on a trypanosome found in the alimentary canal of pontobdella muricata, Edinburgh: Robert Grant & So
- (1908). Notes upon a Haplosporidian belonging to the Genus Ichthyosporidium, Edinburgh